# Undulus formosus
Undulus formosus – gatunek kosarza z podrzędu Laniatores i rodziny Phalangodidae. Jedyny znany przedstawiciel monotypowego rodzaju Undulus.

## Występowanie
Gatunek endemiczny dla Stanów Zjednoczonych, występujący w Alabamie.